# Zeuzeropecten
Zeuzeropecten is een geslacht van vlinders uit de familie van de Houtboorders (Cossidae). De wetenschappelijke naam en de beschrijving van dit geslacht werden voor het eerst in 1929 gepubliceerd door Max Gaede.
De soorten van dit geslacht komen voor in tropisch Afrika.

## Soorten
- Z. altitudinis (Viette, 1958)
- Z. castaneus (Kenrick, 1914)
- Z. clenchi Yakovlev, 2011
- Z. combustus (Kenrick, 1914)
- Z. dargei Yakovlev, 2011
- Z. grandis (Viette, 1951)
- Z. lactescens Gaede, 1929
- Z. lecerfi (Viette, 1958)
- Z. occultoides (Kenrick, 1914)
- Z. tanzaniae Yakovlev, 2011
- Z. zambica Yakovlev, 2011